# Pierre Carteus
Pierre Carteus (24 de setembro de 1943 - 4 de fevereiro de 2003) foi um futebolista belga que competiu na Copa do Mundo FIFA de 1970.